# Ștefănești, Botoșani
Ștefănești este un oraș în județul Botoșani, Moldova, România, format din localitățile componente Bădiuți, Bobulești, Stânca, Ștefănești (reședința) și Ștefănești-Sat. Până în 2004, Ștefănești a fost o comună, acesta fiind declarat oraș la 1 aprilie 2004, prin Legea nr. 79/2004.
Orașul Ștefănești se află în extremitatea de Nord Est a României, în provincia istorică Moldova, în zona de Sud Est a județului Botoșani, la granița cu Republica Moldova, în partea de Est a Câmpiei Jijiei Superioare, la 67-110 m altitudine, pe dreapta văii râului Prut, în apropiere de confluența cu râul Bașeu, pe malul de Sud al lacului de acumulare Stânca-Costești, la intersecția paralelei de 47°47’29” latitudine nordică cu meridianul de 27°11’57” longitudine estică, la 48 km Est de municipiul Botosani. Din punct de vedere demografic, Ștefănești face parte din categoria orașelor mici, cu o populație de 6 134 loc. (1 ian. 2019), din care 3 195 loc. de sex masculin și 2 939 femei. Suprafața: 96,6 km2, din care 7,5 km2 în intravilan; densitatea: 818 loc./km2. La recensământul populației din 20-31 oct. 2011, din totalul celor 5 314 loc., 4 567 de persoane (85,9%) erau români, 473 rromi (8,9%) și 274 loc. (5,2%) aparțineau altor etnii. Din punct de vedere confesional, la același recensământ s-au înregistrat 4 951 ortodocși (93,2%), 37 penticostali (0,7%) și 326 loc. (6,1%) aparțineau altor confesiuni (creștini după evanghelie, adventiști de ziua a șaptea, romano-catolici, evangheliști ș.a.), erau atei, fără religie sau cu religie nedeclarată. Nod rutier și punct de vamă la granița cu Republica Moldova, în satul Stânca, inaugurat la 21 sept. 1999, amplasat pe barajul lacului de acumulare Stânca-Costești. Exploatări de gips, calcare, marne, argile și nisipuri. Hidrocentrală (15 MW), în satul Stânca, intrată în funcțiune în 1978. Lacul de acumulare Stânca-Costești, realizat pe râul Prut, în colaborare cu U.R.S.S., în anii 1973-1978, are o suprafață de 59 000 ha, 70 km lungime și un volum de 1,4 miliarde m3. În afară de scopul hidroenergetic, apa lacului folosește la regularizarea apelor râului Prut, la irigații, la atenuarea viiturilor, la combaterea inundațiilor și la alimentarea cu apă a localităților. Podgorie (în satul Bobulești). Centru de ceramică populară, cu vechi tradiții (din sec. 19), în orașul Ștefănești. Muzeu memorial „Ștefan Luchian” (în orașul Ștefănești), organizat în casa natală a marelui pictor. Muzeul a funcționat în perioada 1989-2007, apoi a fost închis pentru reabilitarea clădirii și reamenajarea acestuia și redeschis la 23 apr. 2021. Bibliotecă publică. Casă de Cultură. Parc dendrologic, amenajat în anul 1902. Stație meteorologică, în satul Stânca, înființată în anul 1984. În arealul satului Stânca, aflat în subordinea administrativă a orașului Ștefănești, în zona de silvostepă a Câmpiei Jijiei Superioare, apare în relief un pinten calcaros, sub forma unei stânci, alcătuită din depozite cuaternare, înaltă de 101 m, cunoscută sub numele de „Casa Doamnei”. Pe pantele acestei stânci, declarată rezervație naturală complexă, de tip geologic și floristic și arie protejată de interes național (la 6 martie 2000 și publicată în Monitorul Oficial la 12 apr. 2000), se dezvolta, până nu demult, o plantă foarte rară, numită Schiverechia podolica (endemism podolic), singurul loc din România în care această plantă rară vegeta la limita vestică a arealului său mondial de răspândire, alături de care, mai apar și alte specii rare ca urechelnița (Sempervivum rhutenicum var. albidum), șopârlița (Veronica incana) ș.a. Din cauza formării lacului de acumulare de la Stânca-Costești, această plantă, situată inițial pe teritoriul satului Stânca, a fost afectată de lucrările hidroenergetice, fapt care a impus necesitatea transplantării acestei specii rare într-un loc mai ferit, respectiv în arealul comunei Ripiceni, județul Botoșani. La Ștefănești s-a născut pictorul Ștefan Luchian (n. 1 februarie 1868, Ștefănești – m. 28 iunie 1916, București).

## Istoric
Localitatea Ștefănești apare menționată documentar pentru prima dată în anul 1435 sub numele de Gura Bașeului, într-un document emis de domnitorul Ștefan II. În 1476 apare deja ca târg, iar în lucrarea Descriptio Moldaviae a lui Dimitrie Cantemir apare ca "oppida notabiliara". În secolele XV-XVI așezarea este prădata de tătari în mai multe rânduri, ulterior căzând pradă și atacurilor oștilor polone. La recensământul din 1860, Ștefăneștii erau oficial a 27-a localitate urbană a Moldovei, după numărul populației (2114 locuitori).
Până în 1968 localitatea se numea Ștefănești-Târg. Ca o recunoaștere a dezvoltării social-economice, în anul 2004 este ridicat la rangul de oraș.
Satul Ștefănești apare menționat documentar, prima oară, la 26 mai 1435, cu numele Gura Bașeului, într-un hrisov al domnului Moldovei, Ștefan al II-lea, în care se amintește că satul se afla pe un vad al Prutului, iar apoi este consemnat ca târg în anul 1476. În anul 1550, satul figura pe o hartă a lui Georg von Reichersdorff, iar în 1596 pe harta lui D. Custos. În secolele 15-16, așezarea a fost jefuită de mai multe ori de tătari, însă, în anul 1476, aceștia au fost înfrânți de oastea domnului Moldovei, Ștefan cel Mare. Satul Ștefănești a mai fost prădat și incendiat de poloni (în iulie 1500) și încă o dată de tătari (în 1513). La sfârșitul secolului l6 și începutul secolului 17, localitatea Gura Bașeului era un important nod comercial și popas de poștă pe Drumul Furilor-Șleahul Hotinului, între Galați și Hotin, în care exista o piață importantă (1593), un han (1600), o garnizoană militară (1612) și 2 000 de case. La începutul secolului 18, Dimitrie Cantemir îl amintește ca oppida notabiliara în lucrarea sa Descriptio Moldaviae (1714–1716). Târgul Ștefănești s-a aflat mult timp în posesiune domnească fapt pentru care toate cheltuielile făcute pentru întreținerea bisericii “Sfânta Cuvioasă Parascheva” erau suportate din visteria domnilor moldoveni. În timpul Războiului ruso-turc din anii 1768-1774, localitatea a fost distrusă în mare parte, fiind refăcută ulterior, iar biserica a fost reparată în 1794. La sfârșitul secolului 18 și începutul secolului 19, Târgul Ștefănești a cunoscut o perioadă de dezvoltare economică prin apariția atelierelor de croitorie, a celor de prelucrare a pieilor, de fabricare a săpunului, a lumânărilor, a berii, precum și prin înființarea cuptoarelor de ars varul, a morilor de cereale ș.a., astfel încât, în acea perioadă existau circa 200 de magazinașe ale unor comercianți români, armeni și evrei. În 1834, Nahum Friedmann a înființat “Curtea rabinică” din Ștefănești, comuna devenind, astfel, centrul hasidismului din Moldova (curent inovator al gândirii vieții comunității evreiești, apărut în Polonia, la sfârșitul secolului 18), fapt ce a determinat creșterea numărului de evrei stabiliți la Ștefănești, care în 1859 ajunsese la 1 457 de persoane, cu rol important în dezvoltarea economică și culturală a localității. Comunitatea evreiască apare menționată documentar, prima oară, în anul 1604, pentru ca în anul 1910 să numere 2 883 de persoane, dispunând de învățământ în limba lor maternă, de viață religioasă proprie, cu mai multe sinagogi (prima sinagogă datând din anul 1720) ș.a. În 1820 a fost introdus iluminatul electric public, în 1837 a fost inaugurată o baie publică, în 1839 s-a deschis prima școală, cu limbile de predare română și germană, în 1884 s-a construit primul spital, în 1890 o hală de carne, în 1902 s-a inaugurat Parcul public ș.a. În anul 1864, Ștefănești era o comună urbană cu 2 114 locuitori. Până la 1 ian. 1965, satul și comuna Ștefănești s-au numit Ștefănești-Târg. Comuna Ștefănești a fost  trecută în categoria orașelor la 1 apr. 2004, având în subordine administrativă satele Bădiuți (atestat documentar în anul 1424), Bobulești (1427), Stânca (1737) și Ștefănești-Sat (1744).

## Monumente
În orașul Ștefănești există biserica având hramul “Sfânta Cuvioasă Parascheva” (32 m lungime, 10 m lățime și ziduri groase de 1,50 m), datând din anul 1640, construită pe locul unei vechi biserici ctitorită de către domnul Moldovei, Ștefan cel Mare, declarată monument istoric și de arhitectură în anul 2015. Turnul-clopotniță, masiv, de formă pătrată, luminat de 4 ferestre în arcadă, a fost construit în anul 1794 și plasat deasupra pridvorului. Solul polonez, Jerzy Krasinski, care a poposit la Ștefănești la 21 martie 1636, consemna că la acea dată exista la Ștefănești o biserică ruinată, aflată în curs de refacere: ''…și acest orășel, înainte vreme era însemnat, după cum se vede din așezarea lui și după biserica de zid, frumos clădită, dar acum ruinată, pentru păstrarea căreia, acum se cară pietre și alt material.”
Forma actuală a bisericii “Sfânta Cuvioasă Parascheva” datează din anul 1640, când a fost refăcută și apoi reparată în anul 1794 după stricăciunile provocate de Războiul ruso-turc din anii 1768-1774. Reparată din nou în anul 1828 și sfințită la 30 oct. 1828. Are un pridvor închis, luminat de două ferestre. În orașul Ștefănești se mai află o casă cu prăvălii din secolul 19, declarată monument istoric, Hala de carne (1900), monument istoric, Sinagoga (1720) și bustul pictorului Ștefan Luchian, operă a sculptorului Oscar Han. În satul Bădiuți, menționat documentar, prima oară, în 1424, se află o biserică din lemn datând din 1834, iar în satul Bobulești, atestat documentar în 1427, o biserică din vălătuci, cu hramul „Sfinții Voievozi” (1777, reparată în anii 1884, 1915, 1923).

## Obiective turistice
- Biserica Cuvioasa Parascheva din Ștefănești - biserică - monument istoric ctitorită în 1640; are codul BT-II-a-B-02019 [5]
- Casă cu prăvălii - aflată pe Str. Principală nr. 45-46, datează din sec. XIX și are codul BT-II-m-B-02020
- Casă - aflată pe Str. Principală nr. 254, datează din 1933 și are codul BT-II-m-B-02021
- Hală de carne - aflată pe Str. Principală nr. 272, datează din 1890 și are codul BT-II-m-B-02022
- Muzeul Ștefan Luchian din Ștefănești

## Demografie
Componența etnică a orașului Ștefănești
     Români (76,85%)
     Romi (13,31%)
     Alte etnii (0,16%)
     Necunoscută (9,68%)
Componența confesională a orașului Ștefănești
     Ortodocși (88,33%)
     Alte religii (1,61%)
     Necunoscută (10,06%)
Conform recensământului efectuat în 2021, populația orașului Ștefănești se ridică la 5.032 de locuitori, în scădere față de recensământul anterior din 2011, când fuseseră înregistrați 5.314 locuitori. Majoritatea locuitorilor sunt români (76,85%), cu o minoritate de romi (13,31%), iar pentru 9,68% nu se cunoaște apartenența etnică. Din punct de vedere confesional, majoritatea locuitorilor sunt ortodocși (88,33%), iar pentru 10,06% nu se cunoaște apartenența confesională.
|  | Graficele sunt indisponibile din cauza unor probleme tehnice. Mai multe informații se găsesc la Phabricator și la wiki-ul MediaWiki. |

Date: Recensăminte sau birourile de statistică - grafică realizată de Wikipedia

## Politică și administrație
Orașul Ștefănești este administrat de un primar și un consiliu local compus din 15 consilieri. Primarul, Florin Buțura[*], de la Partidul Național Liberal, este în funcție din 2016. Începând cu alegerile locale din 2024, consiliul local are următoarea componență pe partide politice:
|  | Partid                          | Consilieri | Componența Consiliului | Componența Consiliului | Componența Consiliului | Componența Consiliului | Componența Consiliului | Componența Consiliului | Componența Consiliului | Componența Consiliului | Componența Consiliului |
|  | ------------------------------- | ---------- | ---------------------- | ---------------------- | ---------------------- | ---------------------- | ---------------------- | ---------------------- | ---------------------- | ---------------------- | ---------------------- |
|  | Partidul Național Liberal       | 9          |                        |                        |                        |                        |                        |                        |                        |                        |                        |
|  | Partidul Social Democrat        | 5          |                        |                        |                        |                        |                        |                        |                        |                        |                        |
|  | Alianța pentru Unirea Românilor | 1          |                        |                        |                        |                        |                        |                        |                        |                        |                        |

## Personalități
- Abraham Matitiahu Friedman (1848-1933) - rabin hasidic din Ștefănești
- Gheorghe Pungă  (1949-2003) - istoric medievist, profesor universitar la Universitatea ”Alexandru Ioan Cuza” din Iași.
- Ștefan Luchian (1868-1916) - pictor
- Constantin Prut (n. 1940), critic de artă, profesor universitar
- Sanda Toma (n. 1956) - sportivă
- Aurel Vainer (1932-2021), economist, președinte al Federației Comunităților Evreiești din România
- Mihai Lucan (5 iunie 1948), chirurg român specialist în urologie

## Galerie

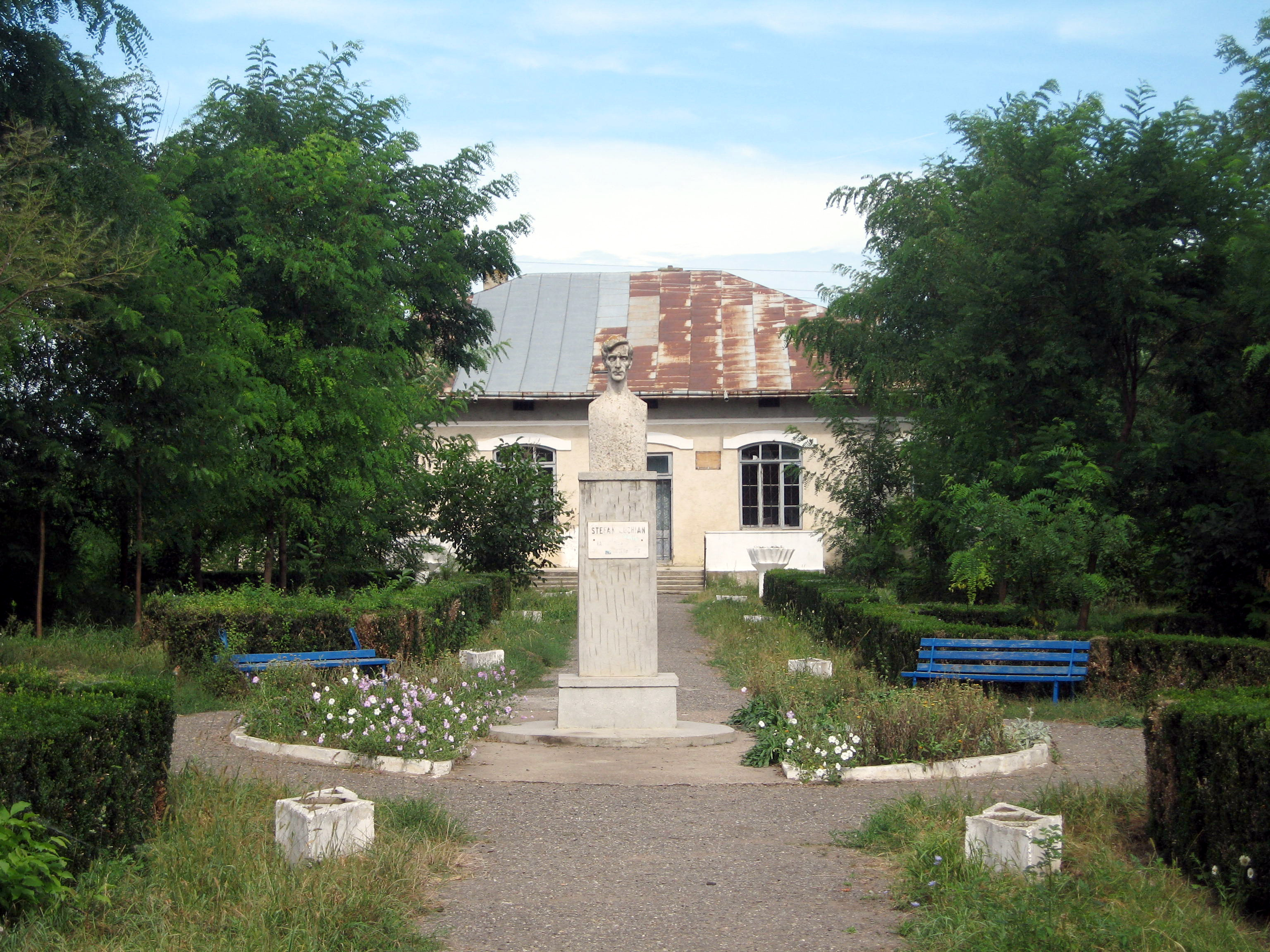
Muzeul Ștefan Luchian
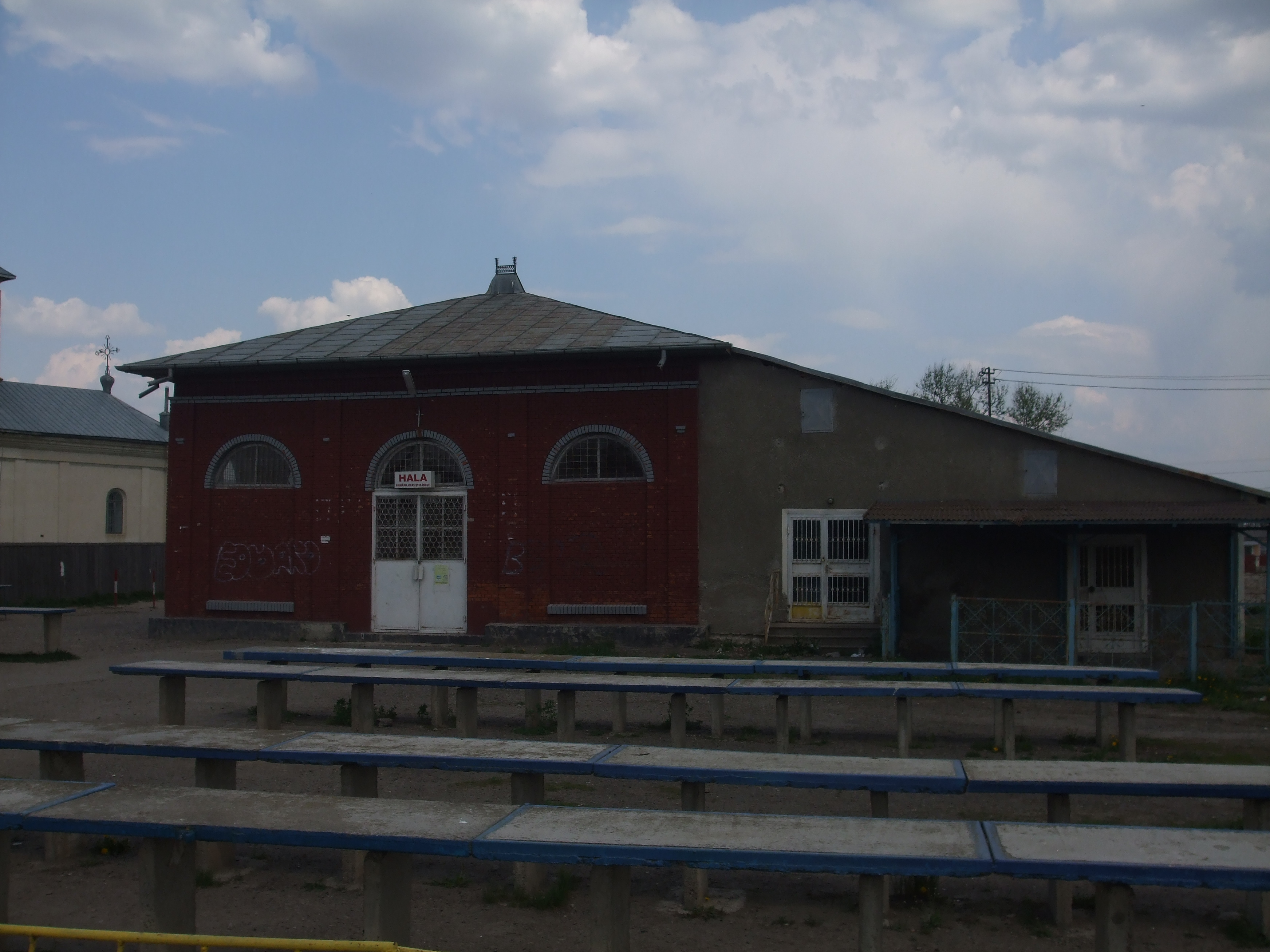
Hala de carne
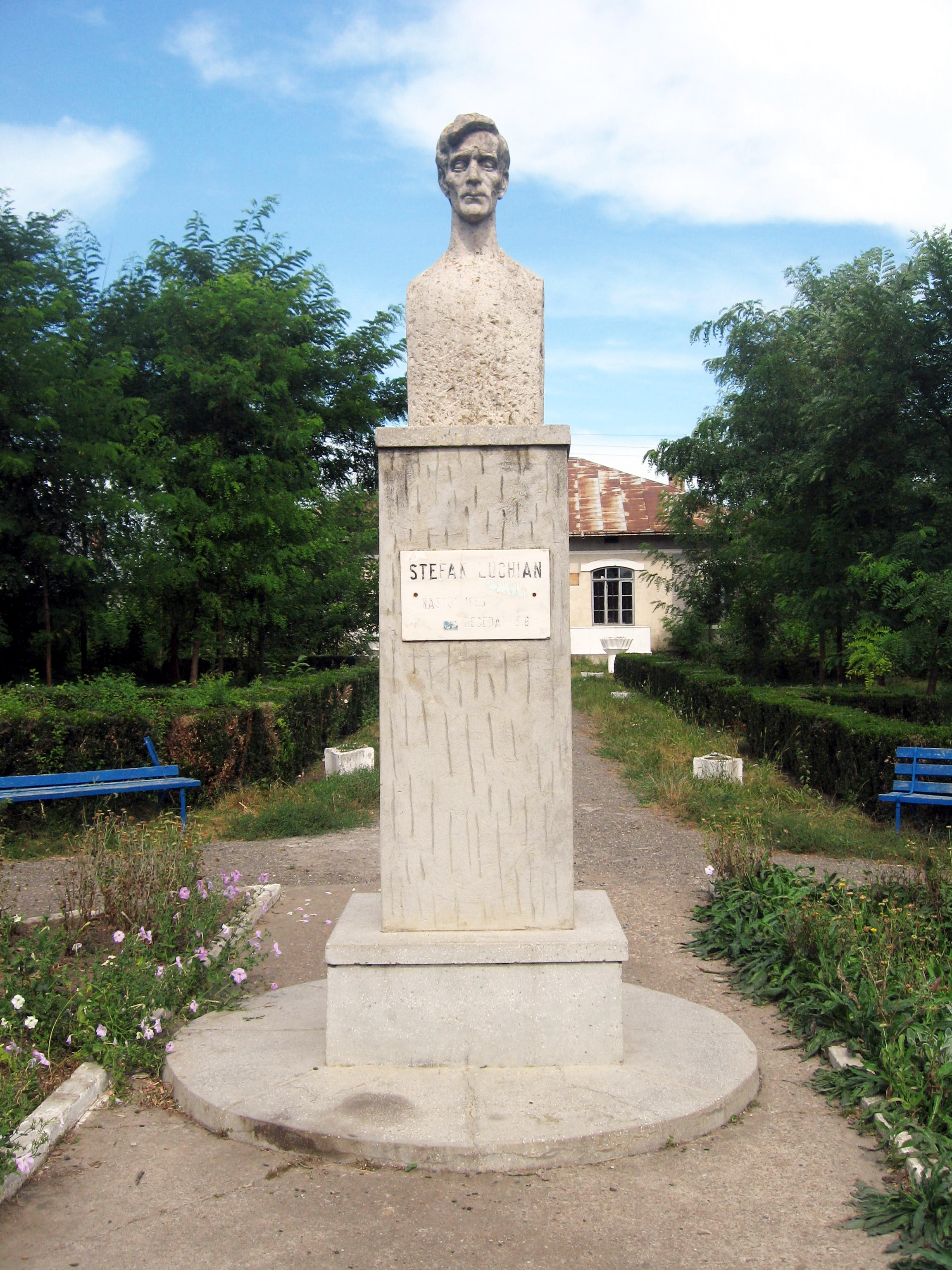
Bust Ștefan Luchian